# Museo della tela di Jouy
Il museo della tela di Jouy è un museo municipale francese, creato nel 1977, situato nel castello Eglantine a Jouy-en-Josas, nel dipartimento Yvelines.

## Storia e descrizione
Questo museo è dedicato ai tessuti stampati, molto di moda al XVIII secolo, che produsse la Manifattura Oberkampf (dal nome del fondatore Christophe Philippe Oberkampf) e conosciuto sotto il nome di tessuto di Jouy. Creato nel 1977, è installato dal 1991 nel castello di Eglantine, che era di proprietà del maresciallo Canrobert.

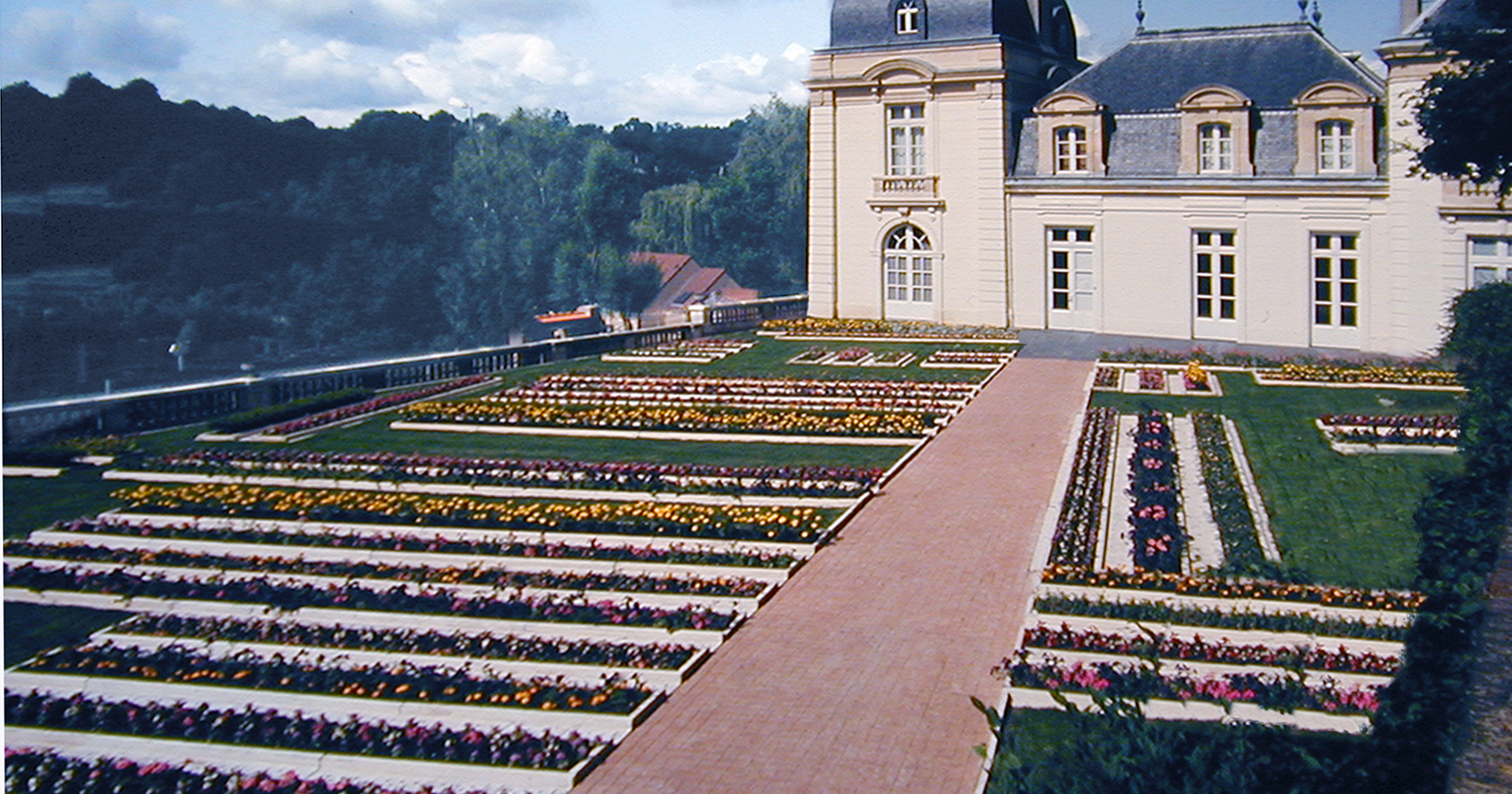
Planimetrie della terrazza del museo, da Jean-Max Albert

Le aiuole davanti all'ingresso del castello, a forma di semplici rettangoli allungati, sono opera di Jean-Max Albert. Simulano le tele  che si stendevano al sole nei campi che circondavano la fabbrica.
Il visitatore scopre il materiale di stampa e i vecchi disegni usati per realizzare le tele di Jouy, oltre a tavole di legno, lastre e rotoli di rame, prodotti di tintura e cornici serigrafate utilizzate per stampare questa tela dal 1760 al 1843.
Piatti di rame, pezzi rari, che sono stati usati per stampare le tele di Jouy, sono visibili al museo Lambinet di Versailles.